# 元気ですか!?
「元気ですか!?」（げんきですか）は1988年2月10日に日本コロムビアから発売された富田靖子の9枚目のシングル。

## 解説
前作「悲しきチェイサー」から約4か月ぶりのシングルであり、「元気ですか!?」はJR四国『どっきん四国』キャンペーンのイメージソングとして使用された。なお、同曲は1988年4月に西日本放送の制作で放送された特別番組、『春・元気ですか!? 靖子 in 四国』のイメージソングとしても使用された。

## 収録曲
- 全作詞：売野雅勇、作曲：林哲司、編曲：新川博

1. 元気ですか!?
JR四国『どっきん四国』イメージソング[注釈 1]
2. いつかどこかで

## エピソード
- 1988年2月21日にCD盤（8cmCD）が発売された。なお、富田はこの曲でオリコンチャートの自己最高位（22位）を記録した[1]。
- 富田がバラエティや音楽の各番組に出演して「元気ですか!?」[2]を歌ったときに、サビの「逢えなくて」を「逢いたくて」と間違えたことが数回あった[注釈 2]。また、間奏後の「恋をしてますか」を「どうしていますか」と間違えたことも1度だけあった[注釈 3]。
- 駅掲出用ポスターを基に、JR四国はオレンジカードを3種作成している[注釈 4]。内訳は「元気ですか!?」の楽曲PR用が1枚、『どっきん四国』のキャンペーンPR用が1枚、「元気ですか!?」のレコードシングル購入者への懸賞[注釈 5]が1枚である。
- 同曲のイメージソングとなったJR四国のキャンペーン（先述）と同題の四国観光情報誌（季刊誌）が平凡社から刊行され、「富田靖子のどっきんトラベル」という連載で富田は四国4県を旅した[注釈 6]。